# Montoire-sur-le-Loir
Montoire-sur-le-Loir là một commune thuộc tỉnh Loir-et-Cher trong vùng Centre-Val de Loire miền trung nước Pháp.

Montoire-sur-le-Loir
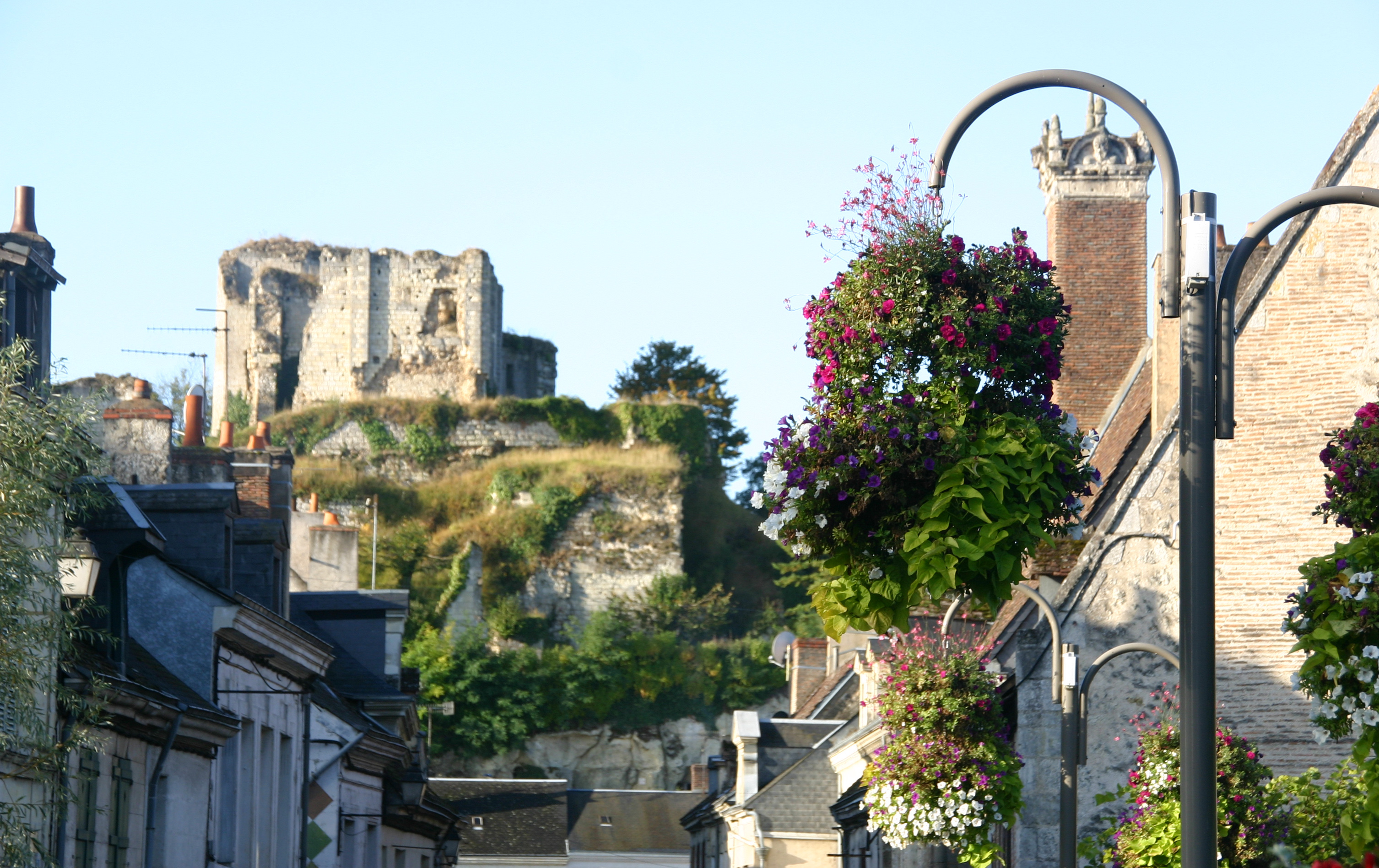
Montoire-sur-le-Loir
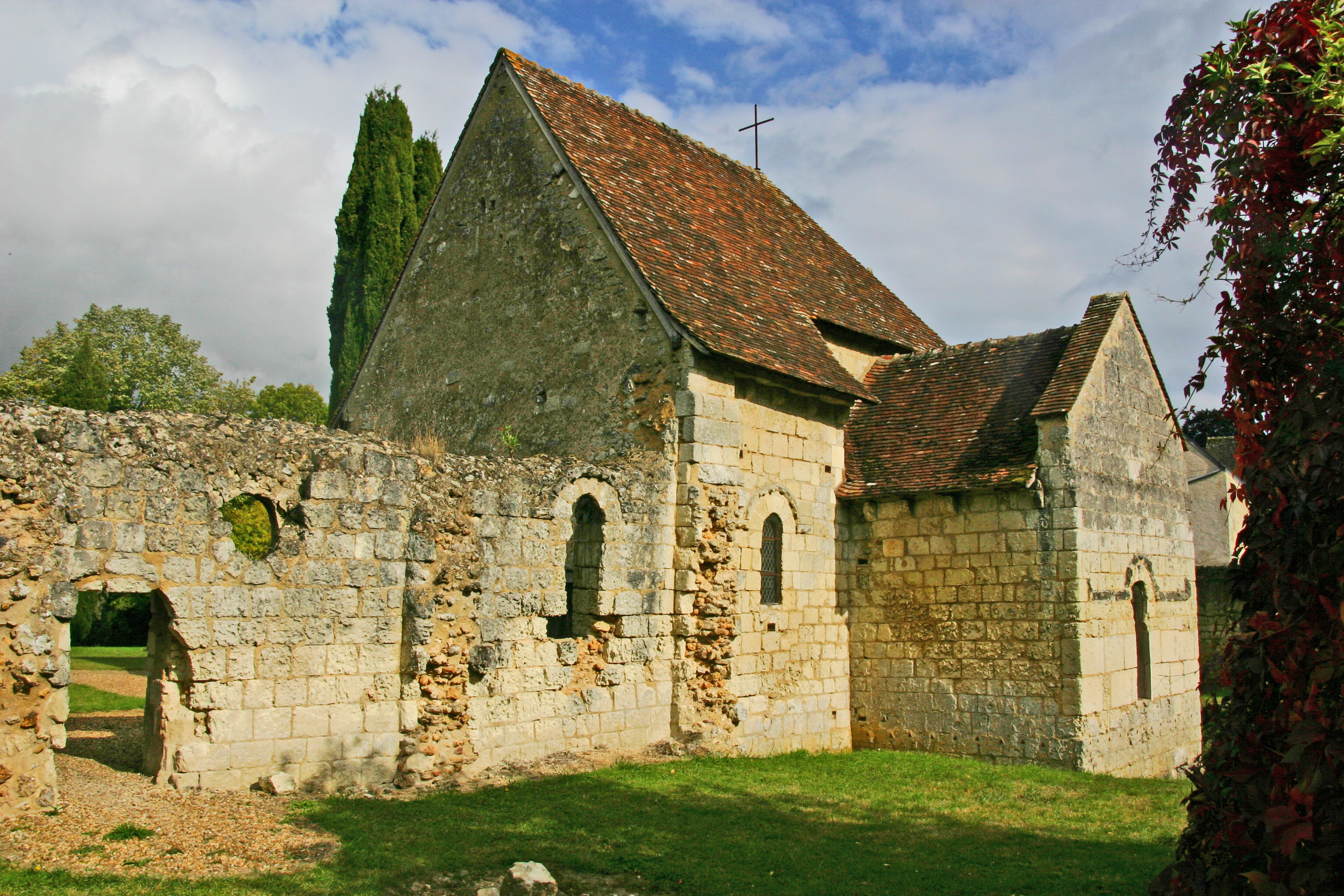
Saint-Gilles
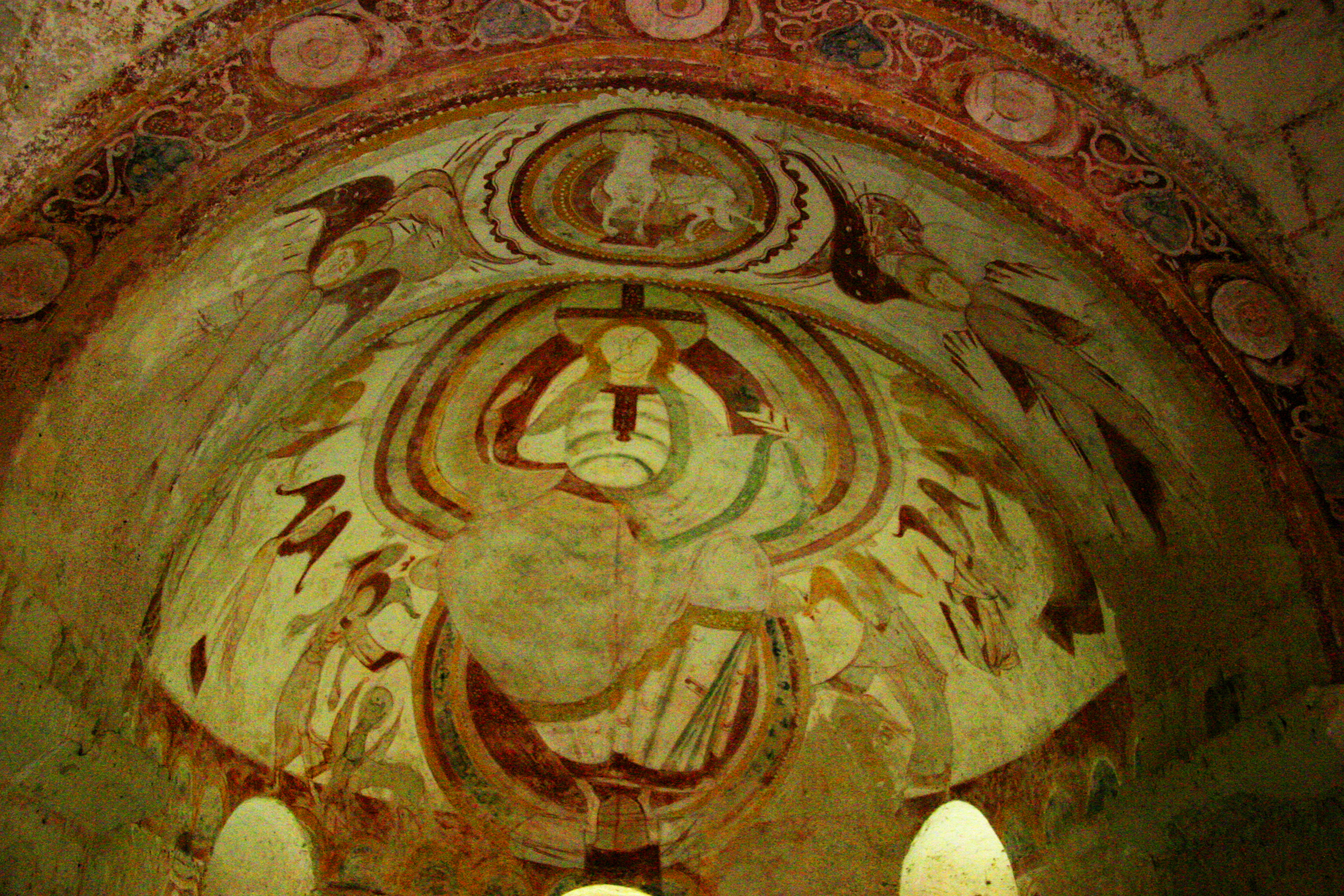
Saint-Gilles
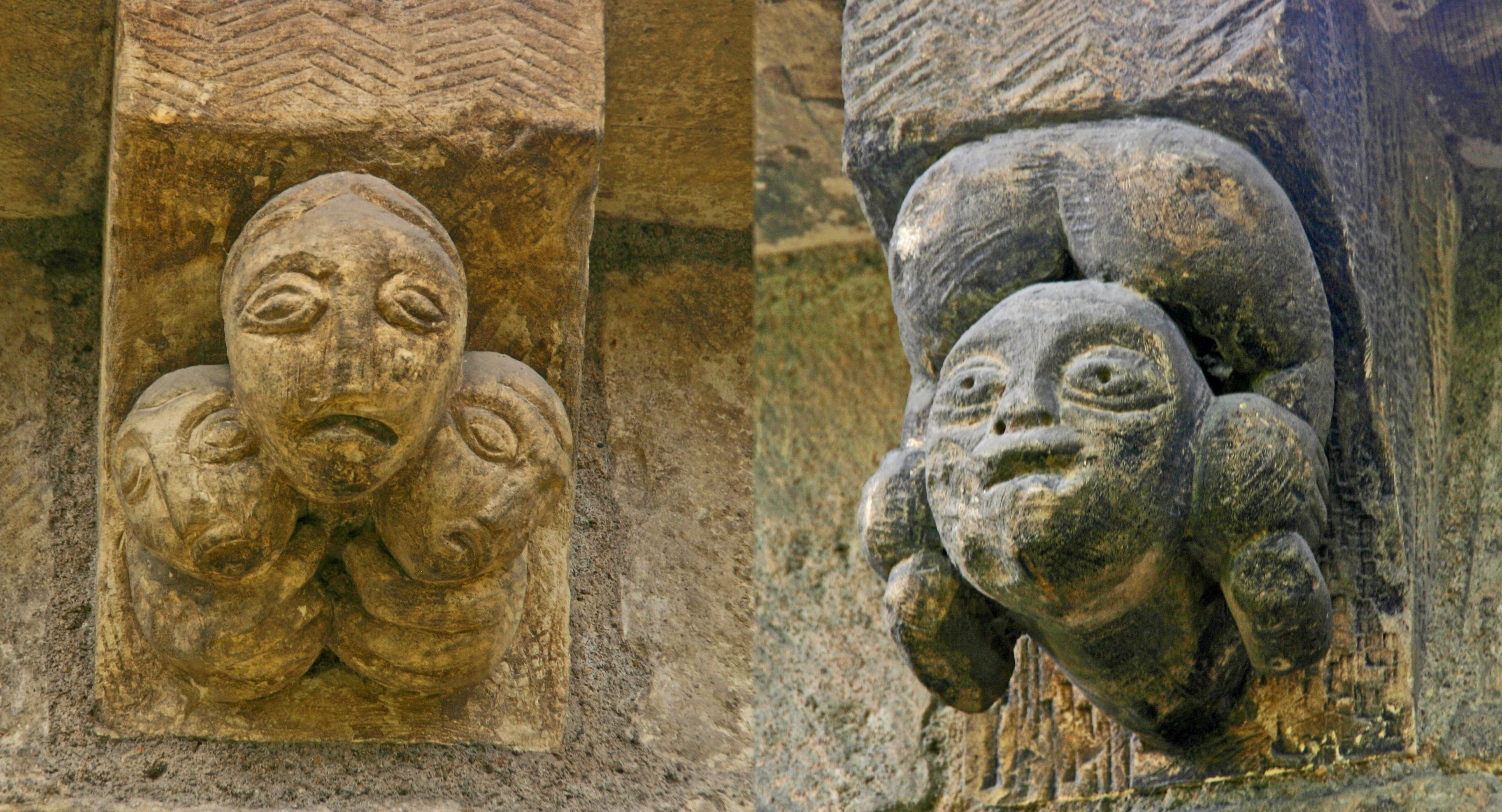
Saint-Gilles
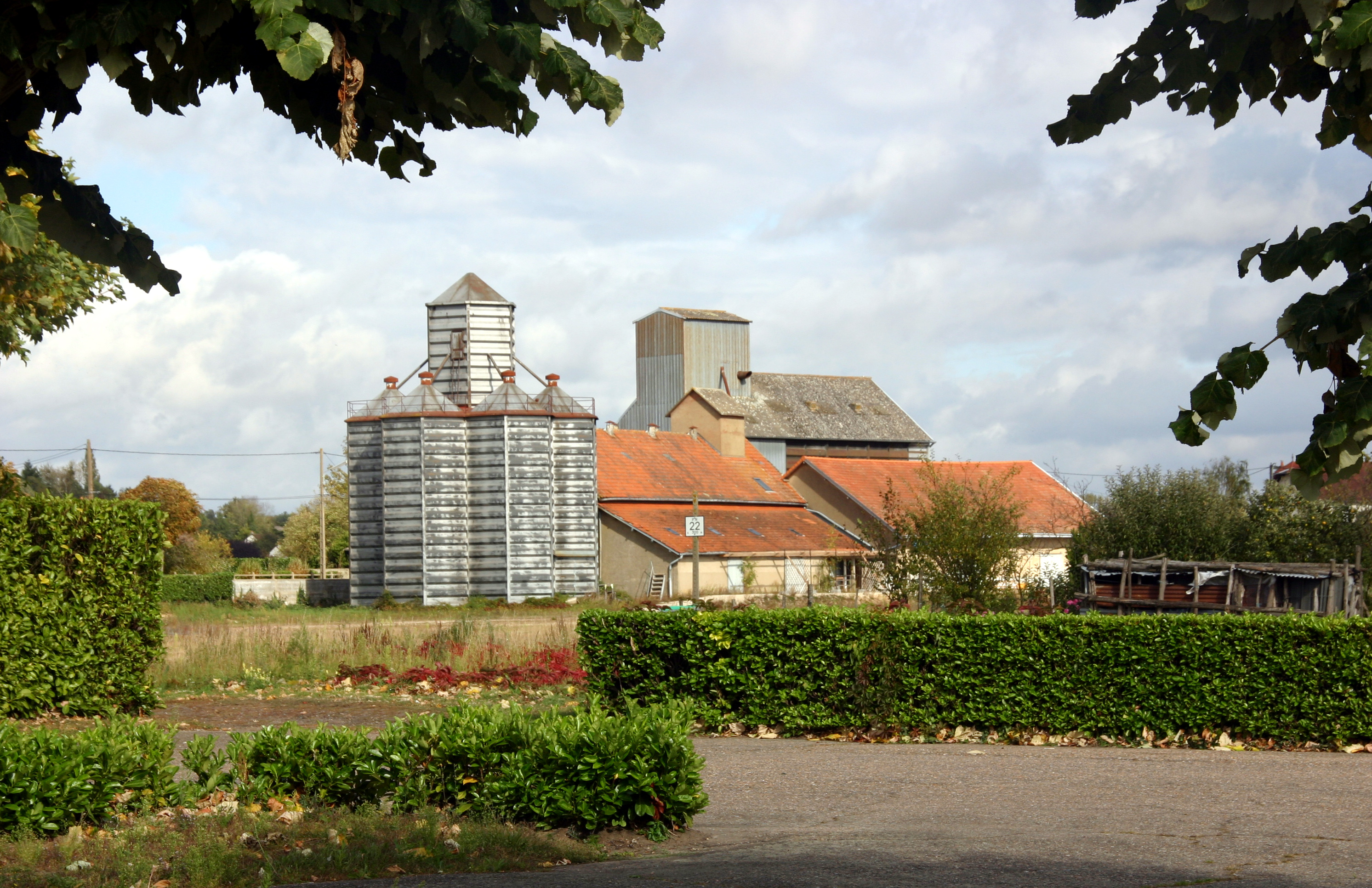
Silos